# Веремейчик, Константин Михайлович
Константин Михайлович Веремейчик (Жабин) (26 мая 1912, Кострома, Российская империя — 3 марта 1990) — советский актёр театра и кино. Заслуженный артист Белорусской ССР (1966).

## Биография
Родился 26 мая 1912 года в Костроме. Как актер дебютировал в 1930 году на любительской сцене. Затем выступал в Театре рабочей молодёжи Костромы. С 1935 работал в театрах Костромы и Брянска.
С 1946 года переехал в Белоруссию, где в период с 1946 по 1947 год работал в Театре им. Я.Купалы.
В 1955-1957 годах – в Белорусском республиканском театре юного зрителя, где сыграл такие роли как Фёдор Жухрай в спектакле «Как закалялась сталь» по Островскому и роль Гильома Готшальк – «Город мастеров» по Габбе.
В 1957-1973 годах – актёр Государственного русского драматического театра имени М.Горького.
Среди наиболее значимых ролей: Михаил Кукушкин – «Брестская крепость» К.Губаревича, Родионов – «Порт-Артур»  А. Н. Степанова и И. Ф. Попова., Роман Кошкин – «Любовь Яровая» К.Тренёва, Конюхов – «Главная ставка» К.Губаревича, Пётр – «Власть тьмы» А.Толстого, Устин Рыкалин – «Поднятая целина» М.Шолохова, Митрофанов – «Барабанщица» А.Салынского, Каретников – «Двенадцатый час» А.Арбузова, Притыкин – «Варвары» М.Горького, Менас – «Антоний и Клеопатра» У.Шекспира, Родригес Мендес – «День Рождения Терезы» Г.Мдивани, Подвойский – «Шестое июля» М.Шатрова.
Константин Веремейчик ушёл из жизни 3 марта 1990 года.

## Творчество

### Роли в театре
Роли, сыгранные в Государственном русском драматическом театре БССР:
- Михаил Кукушкин; Рагулин – «Брестская крепость» К.Губаревича
- Софрон Тимофеевич Родионов – «Порт-Артур» И.Попова, А.Степанова
- Роман Кошкин; Закатов – «Любовь Яровая» К.Тренёва
- Иван Полойко; Конюхов – «Главная ставка» К.Губаревича
- Пётр – «Власть тьмы» А.Толстого
- Устин Рыкалин – «Поднятая целина» М.Шолохова
- Митрофанов – «Барабанщица» А.Салынского
- Каретников Кирилл Алексеевич – «Двенадцатый час» А.Арбузова
- Архип Фомич Притыкин – «Варвары» М.Горького
- Менас – «Антоний и Клеопатра» У.Шекспира
- Родригес Мендес – «День Рождения Терезы» Г.Мдивани
- Подвойский – «Шестое июля» М.Шатрова
- Степан Егорович Сердюк – «Иркутская история» А.Арбузова
- Амиас Паулет – «Мария Стюарт» Ф.Шиллера
- Повар Ламб; Интендант – «Мамаша Кураж и её дети» Б.Брехта
- Егор – «Дети солнца» М.Горького
- Баландин – «Один год» Ю.Германа, Б.Реста
- Павел Степанович Ковалёв – «Берегите живых сыновей» А.Софронова
- Ганс Миллер – «И один в поле воин» Ю.Дольд-Михайлика
- Силантий Жудов – «Вторая любовь» Е.Мальцева, Н.Венкстерн
- Ван-Тромп – «Хижина дяди Тома» А.Бруштейн
- Туман – «Океан» А.Штейна
- Дробышев – «Куда идёшь, Сергей?» А.Мовзона
- Симбранос – «Фуэнте Овехуна» Л. де Вега
- Пташкин; Член бюро Горкома партии – «Песня наших сердец» В.Полесского
- Джек Дадли – «Шакалы» А.Якобсона
- Седых – «Власть» А.Котельщикова
- Старый матрос – «Оптимистическая трагедия» В.Вишневского
- Князь Хворостинин – «Царь Фёдор Иоаннович» А.Толстого
- Федосеев; Кислов – «На той стороне» А.Барянова
- Грамоткин – «Человек со стороны» И.Дворецкого
- Кубрак – «Разгром» А.Фадеева
- Монтано – «Отелло» У.Шекспира
- Отец Лизы Бричкиной – «А зори здесь тихие…» Б.Васильева
- Алексей Федотович – «Возраст расплаты» Л.Жуховицкого
- Богун – «Билет в мягкий вагон» А.Мовзона
- Галенин – «Физики-лирики» Я.Волчек
- Ферапонт Нилыч – «Дали неоглядные» Н.Вирта
- Освальд – «Король Лир» У.Шекспира
- Василь Нетудыха – «Не называя фамилий» В.Минко
- Левшин – «Враги» М.Горького
- Бочкин – «Годы странствий» А.Арбузова
- Ведущий рассказ – «Руины стреляют в упор» И.Новикова, М.Сулимова
- Пожилой матрос – «Разлом» Б.Лавренёва
- Дежурный на заводе – «Проводы белых ночей» В.Пановой
- Гость – «Маскарад» М.Лермонтова и др.
- Вторая фигура – «Ночь ангела» А.Розанова (последняя роль).

### Роли в кино
- 1956 — Миколка-паровоз — эпизод
- 1956 — Посеяли девушки лён — эпизод (нет в титрах)
- 1958 — Часы остановились в полночь — эпизод
- 1968 — Кряжёнок (короткометражный) — дед Миши, лесосплавщик
- 1973 — Быть человеком — Петрович
- 1973 — Незабытая песня — Окулич
- 1973 — 1974 Бронзовая птица —  житель деревни (нет в титрах)
- 1974 — Сергеев ищет Сергеева — прохожий (нет в титрах)
- 1976 — Венок сонетов — эпизод (нет в титрах)
- 1977 — Солдат и слон (Զինվորն ու փիղը) — бородач
- 1978 — Обочина — плотник, друг Григория Семёновича
- 1980 — Государственная граница — член революционного отряда
- 1980 — Каждый третий — партизан
- 1986 — Охота на последнего журавля (Паляванне на апошняга жураўля Данила) — главная роль